# 固態照明

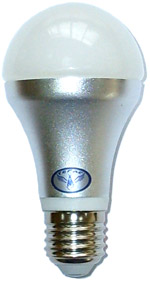
使用傳統E27螺紋燈頭的LED燈泡

固態照明（Solid-state lighting）是指使用固態電子元件，即半導體元件，例如發光二極體、有机发光半导体及高分子發光二極體等作为光源的照明技術。與使用傳統電燈泡或日光燈等光源的照明技術相對。